# Quintin Geldenhuys
Quintin Geldenhuys (Klerksdorp, 19 giugno 1981) è un ex rugbista a 15 italo-sudafricano che ha rappresentato l'Italia in 67 test match tra il 2009 e il 2016.
Nel dicembre 2009 è stato invitato dai Barbarians per il tradizionale incontro di fine tour contro la Nuova Zelanda, vinto dalla formazione britannica a inviti per 25-18.
L'anno successivo viene riconfermato nella selezione londinese per la sfida con i campioni del mondo. Segna la meta che permette ai Barbarians di vincere l'incontro.
Proveniente dal Viadana, entrò a far parte della neonata franchise di Celtic League (oggi Pro12) degli Aironi, emanazione della squadra del Mantovano; allo scioglimento della squadra nel 2012 e il subentro nella rinnovata Pro12 delle Zebre, Geldenhuys è passato in quest'ultima squadra dalla stagione 2012-13.
Il C.T. della Nazionale italiana Jacques Brunel ha nominato Geldenhuys capitano in occasione del tour della squadra nel Pacifico a giugno 2014, stante l'indisponibilità del capitano titolare, Sergio Parisse.
Il 28 novembre 2016, dopo aver disputato il test match contro Tonga due giorni prima, annuncia il ritiro dalla nazionale per dedicarsi al club delle Zebre.
A marzo 2017 si è ritirato definitivamente per seguire l'azienda agricola di famiglia in Sudafrica.